# Aristonister sericeus
Aristonister sericeus är en skalbaggsart som först beskrevs av Borgmeier 1948.  Aristonister sericeus ingår i släktet Aristonister och familjen stumpbaggar. Inga underarter finns listade i Catalogue of Life.